# 843 (szám)
A 843 (római számmal: DCCCXLIII) egy természetes szám, félprím, a 3 és a 281 szorzata.

## A szám a matematikában
A tízes számrendszerbeli 843-as a kettes számrendszerben 1101001011, a nyolcas számrendszerben 1513, a tizenhatos számrendszerben 34B alakban írható fel.
A 843 páratlan szám, összetett szám, azon belül félprím, kanonikus alakban a 31 · 2811 szorzattal, normálalakban a 8,43 · 102 szorzattal írható fel. Négy osztója van a természetes számok halmazán, ezek növekvő sorrendben: 1, 3, 281 és 843.
A 843 négyzete 710 649, köbe 599 077 107, négyzetgyöke 29,03446, köbgyöke 9,44661, reciproka 0,0011862. A 843 egység sugarú kör kerülete 5296,72521 egység, területe 2 232 569,678 területegység; a 843 egység sugarú gömb térfogata 2 509 408 317,7 térfogategység.